# Saint Conven
Saint Conven ou saint Gonven fait partie des saints bretons légendaires non reconnus officiellement par l'Église catholique romaine. Certains auteurs pensent que c'est le même personnage qui est connu sous le nom de saint Goulven ou saint Golven.

## Sa vie semi-légendaire
Si les détails de sa vie sont inconnus, on devine quelques éléments à travers son culte parfaitement localisé: venu probablement de l'île de Bretagne, il aurait abordé la côte de l'Armorique (Bretagne actuelle) vers Plouezoc'h et aurait pénétré d'une vingtaine de km dans l'arrière-pays s'installant à l'endroit devenu Plougonven, avant de migrer seize kilomètres plus à l'est à Loguivy-Plougras.

## Ses traces et son culte dans la Bretagne actuelle
En effet, la première trace de ce saint se trouve à Plouezoc'h où existe, le long de la côte, la petite chapelle de saint-Conven, qui existait déjà en 1518 car elle est mentionnée à cette date pour un baptême de cloches. Il y est représenté en abbé, tenant une crosse et un livre fermé. Cette chapelle a été restaurée en 1954 et abrite les statues de saint Gonven, la Trinité, la Vierge-Mère, saint Mélar, saint Pierre, saint Paul, sainte Claire et une Pietà
On l'invoque pour la guérison des maux de tête et pour les cochons malades.
Des archives de 1704 prouvent l'existence d'une statue de saint Conven dans l'église paroissiale de Plougonven, localité qui lui doit son nom, mais cette statue a disparu depuis. L'église paroissiale de cette paroisse lui était antérieurement dédiée, mais la nouvelle église paroissiale construite à partir de 1511 fut placée en 1532 sous le double vocable de la Trinité et de saint Yves; le culte de saint Conven dans cette paroisse tomba alors progressivement en désuétude. Saint Conven a aussi donné son nom au hameau de Trégonven en Loguivy-Plougras dans les Côtes-d'Armor.